# Strangelove (píseň)
„Strangelove“ je píseň britské elektronické hudební skupiny Depeche Mode z jejího šestého studiového alba Music for the Masses. Píseň vyšla 27. dubna 1987 jako první singl z alba a dosáhla umístění na 16. pozici v žebříčku UK Singles Chart.